# Testacella scutulum
Testacella scutulum G.B. Sowerby I, 1821 è un mollusco gasteropode polmonato terrestre della famiglia Testacellidae.

## Biologia

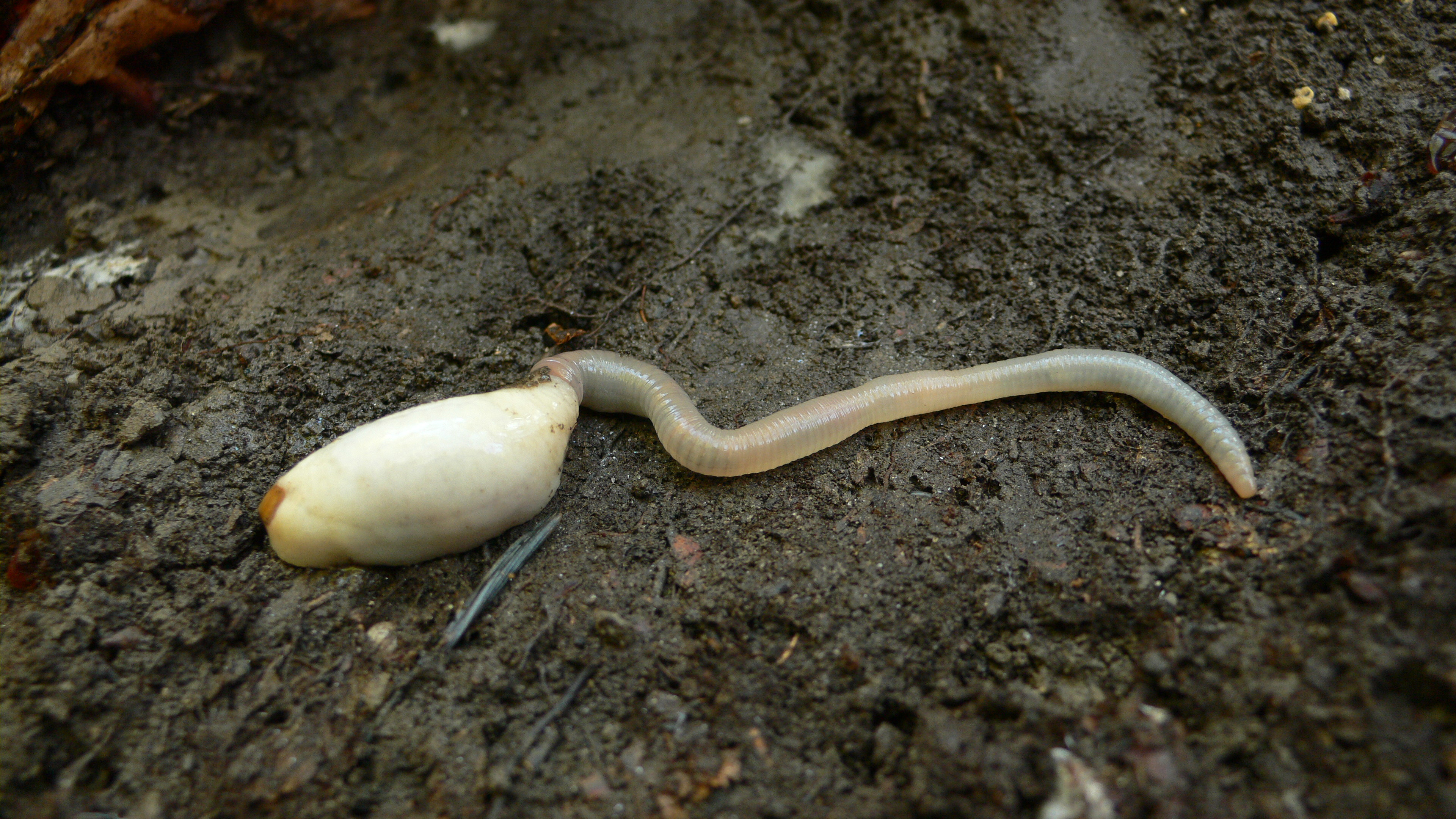
Esemplare di Testacella scutulum che preda un lombrico.

Questi molluschi hanno abitudini sotterranee e vivono in terreni ricchi di sostanza organica. Di notte, o a seguito di forti piogge, possono emergere dai loro ripari e strisciare liberamente in superficie, ove possono essere occasionalmente reperiti sotto pietre o tronchi. Durante l'inverno si riparano in piccole celle sotterranee, dove giacciono ibernate in stato fortemente contratto.
Si tratta di carnivori predatori, che si nutrono di altri molluschi terrestri e lombrichi.

## Distribuzione e habitat
Questa specie ha un areale frammentato che si estende dalla Spagna e dalla Francia meridionale sino alla Croazia; presente anche nelle isole Canarie; in Italia è diffusa in tutta la penisola e anche in Sicilia. Le popolazioni presenti in Gran Bretagna sono state probabilmente introdotte.